# Xorides townesi
Xorides townesi är en stekelart som beskrevs av Baltazar 1961. Xorides townesi ingår i släktet Xorides och familjen brokparasitsteklar. Inga underarter finns listade i Catalogue of Life.